# Maddi Oihenart
Maddi Oihenart (née à Barcus, Soule, en 1956) est une chanteuse de jazz, basque et française.

## Sa vie
Maddi Oihenart commence à chanter jeune mais elle ne commence sa carrière que lorsqu'elle a 40 ans.
Avec le chanteur Battitta Sobiet, elle participe au Euskal Kantu Txapelketa (Championnat de Chant Basque) de 1987. Puis, pendant de nombreuses années, elle chante a cappella sur les places et dans les bars de la Soule. Petit à petit, elle commence à travailler avec d'autres musiciens. Ainsi, elle collabore avec Mixel Etxekopar et Mixel Arotze sur les disques suivants : Lürralde zilarra (1998) et Arbaila (2002).
Quelques années plus tard, elle s'entoure de musiciens de jazz (Josetxo Goia Arribe, Juantxo Zeberio, Pello Ramírez...) et elle fait trois disques : Ilhargi min   (2003), Hari biru  (2007) et Baldi (2010).
En 2015, elle présente le disque Doi  qu'elle a élaboré avec Jérémie Garat.
En plus de créer ses propres chansons, Maddi Oihenart interprète la prose et les poésies de nombreux écrivains basques : Itxaro Borda, Jon Mirande, Josetxo Azkona, Bernardo Atxaga, Leire Bilbao, Karlos Linazasoro...
Elle a également collaboré avec de nombreux autres chanteurs et musiciens basques : Olatz Zugasti, Juan Mari Beltran, Peio Serbielle, Rafa Rueda, Patxi Zubizarreta, le groupe Haurrock, Felipe Ugarte, Julie Läderach.

## Discographie
- Ilhargi min (Metak - 2003)
- Hari biru (Elkar - 2007)
- Baldi (No-CD records - 2010)
- Doi (Reseda diskak - 2015)

Elle apparaît également dans les disques suivants :
- Euskadi kanta lur (Epic/Sony - 1997)
- Lürralde zilarra (Agorila - 1998)
- Bulun bulunba (Elkar - 1999)
- Arbaila (Kultulan diskak - 2002)
- Arditurri (Elkar - 2002)
- Urrezko giltza (Erein - 2005)
- Alegiak (Agorila - 2006)
- Kantuketan (collection Ocora - 2006)
- Eüskaldunak a cappella (Elkar - 2007)
- Joan (Txalaparta argitaletxea - 2011)
- Mugaritz BSO (IXO producciones - 2011)
- Lou Reed, mila esker (askoren artean) (2014)
- 50. baso bat opari (Txalaparta argitaletxea - 2014)
- Lo hadi [9] (Editions jeunesse/Elkar - 2014)
- Ozeantika (Felipe Ugarte - 2015)